# مكتب التعمية (بولندا)

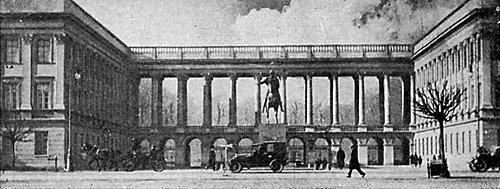

مكتب التعمية (بالبولندية: Biuro Szyfrów)، كانت وحدة الإدارة الثانية في هيئة الأركان العامة البولندية في فترة ما بين الحربين المكلّفة بالاستخبارات السرية؛ التعمية (استخدام الشيفرات والرموز)؛ وتحليل النصوص المعماة بغرض حلّها.
تأسست الوكالة التي أصبحت لاحقًا مكتب التعمية في مايو عام 1919 أثناء الحرب البولندية السوفيتية (1919- 1921)، ولعبت دورًا حيويًا في استمرار بولندا وانتصارها في تلك الحرب.
تشكّل مكتب التعمية في منتصف عام 1931 عبر دمج وكالات كانت موجودة مسبقًا، ليبدأ في ديسمبر/ كانون الأول 1932من عام بحلّ شيفرات آلة إنجما الألمانية. تغلب علماء التعمية البولنديون خلال الأعوام السبعة التالية على التعقيدات الهيكلية والتشغيلية المتزايدة للإنجما، كما حلّ المكتب أيضًا الرموز والشيفرات السوفيتية.
قبل خمسة أسابيع من اندلاع الحرب العالمية الثانية، كشف مكتب التعمية البولندي في 25 يوليو/ تموز عام 1939 في وارسو عن تقنيات ومعدات تحل شيفرات الإنجما لممثلي المخابرات العسكرية الفرنسية والبريطانية الذين لم يتمكنوا من تحقيق أي تقدم في مواجهتهم للإنجما. أعطت الاستخبارات والتقنيات البولندية الحلفاء ميزة غير مسبوقة (ألترا)؛ الأمر الذي أدى في النهاية إلى انتصارهم في الحرب.

## كاباتي وودز
كان القسم الألماني لمكتب التعمية حتى عام 1937 يقع في مبنى هيئة الأركان العامة البولندية -القصر الساكسوني الفخم من القرن الثامن عشر- في وارسو. في ذلك العام، انتقل هذا القسم إلى منشآت جديدة شيدت خصيصًا له في غابات كاباتي بالقرب من بيري جنوب وارسو. كانت ظروف العمل هناك أفضل من المكاتب الضيقة لمبنى هيئة الأركان العامة.
أملًت متطلبات الأمن هذا الانتقال، إذ كانت وكالة استخبارات أبفير الألمانية تبحث دائمًا عن خونة محتملين بين العسكريين والمدنيين العاملين في مبنى الأركان العامة. يمكن للعملاء الجوالين مراقبة وتصوير الأفراد الذين يدخلون ويغادرون المبنى بكاميرات مصغرة مخفية حتى لو لم يتمكنوا من الوصول إلى مبنى الموظفين. وضعت مهام استخبارات أبفير أولوية للعملاء الألمان في وارسو لكشف المخبرين في هيئة الأركان العامة البولندية.

## هدية للحلفاء
مع الحرب التي تلوح في الأفق، وبناءً على تعليمات من هيئة الأركان العامة البولندية، كشف رؤساء مكتب التعمية (المقدم غويدو لانجر والرائد ماكسيميليان تشيسكي) وعلماء الرياضيات المدنيون الثلاثة ورئيس الاستخبارات (العقيد ستيفان ماير آنذاك) عن إنجازات بولندا في مجال فك الشيفرات لممثلين متخصصين من فرنسا وبريطانيا موضحين الطريقة التي اخترقوا فيها الإنجما.
تعهدت بولندا بإعطاء كل بلد آلة إنجما بولندية الصنع إلى جانب تفاصيل عن المعدات، بما في ذلك الأوراق المثقبة وقنبلة التعمية التي صممها رييفيسكي. في المقابل، تعهد البريطانيون بإعداد مجموعتين كاملتين من الأوراق المثقبة لجميع الاحتمالات الممكنة. تألفت الكتيبة الفرنسية من رئيس قسم التعمية والاستخبارات الفرنسية الراديوية الرائد غوستاف برتران، والنقيب هنري براكيني من طاقم سلاح الجو الفرنسي. أرسل البريطانيون القائد أليستير دنيستون، وهو رئيس المدرسة البريطانية للترميز والتعمية، بالإضافة إلى كبير المحللين البريطانيين ديلي نوكس، والقائد همفري ساندويث رئيس محطات الاعتراض وتحديد الاتجاه التابعة للبحرية الملكية.
عندما كان رييفيسكي يعمل على إعادة بناء آلة إنجما العسكرية الألمانية في أواخر عام 1932، وجد عنصرًا حاسمًا بتوصيله حروف الأبجدية في أسطوانة الدخول، مع تخمين مستوحى من أنها قد تكون سلكية بترتيب أبجدي بسيط. وفي الاجتماع الثلاثي كان السؤال الأول الذي طرحه ديلي نوكس -بحسب رييفيسكي- هو: «ما هي الروابط في أسطوانة الدخول؟»؛ صُعِقَ نوكس عندما علم بمدى بساطة الإجابة.
جاءت هدية البولنديين لحلفائهم باللحظات الأخيرة؛ كتب جوردون ولشمان، وهو عالم رياضيات وتحليل شيفرات سابق في بلتشلي بارك- المملكة المتحدة: «لم تكن ألترا لتزحزح عن الأرض إن لم يعلمنا البولنديون في آخر الوقت تفاصيل كل من الجيش الألماني وآلة إنجما، والتقنيات التي كانت مستخدمة حينها». وصف القائد الأعلى للحلفاء دوايت أيزنهاور في نهاية الحرب المعلومات الاستخباراتية من بلتشلي بارك بأنها: «ذات قيمة لا تقدر بثمن بالنسبة لي. لقد سهّلت مهمتي كقائد بشكل هائل»، كما أعرب أيزنهاور عن شكره «لهذه المساهمة الحاسمة في المجهود الحربي للحلفاء».
كان أعظم خوف لدى تشرشل في زمن الحرب، حتى بعد أن علق هتلر عملية أسد البحر وغزا الاتحاد السوفيتي، هو أن ينجح في خنق بريطانيا المحاطة بالبحر عبر استخدامها تكنيكات الزمرة الذئبية. ويعتبر كشف بريطانيا  لفك مُعَمَّى الإنجما البحرية الألماني من أهم العوامل التي جنّبت بريطانيا الهزيمة في معركة الأطلسي؛ اعتمد ذلك بشكل كبير على الاستيلاء البريطاني للسفن البحرية الألمانية المجهزة بنظام إنجما، ومع ذلك، اعتمد فك الإشارات البحرية الألمانية في نهاية المطاف على تقنيات طورها مكتب التعمية البولندي. لو استسلمت بريطانيا لهتلر، لكانت الولايات المتحدة محرومة من قاعدة مواجهة أساسية في مشاركتها اللاحقة في نزاعات أوروبا وشمال أفريقيا.
شكر ديلوين نوكس بعد أسبوع من اجتماع بيري البولنديين في رسالة مؤرخة بتاريخ 1 أغسطس/ آب من عام 1939على تعاونهم وصبرهم. أرفق الرسالة بهراوات ورقية صغيرة ووشاح يصور سباق دربي للخيول (رمز واضح لسباق التعمية الذي كان نوكس يأمل الفوز به باستخدام الهراوات)؛ الأمر الذي أقرّ بخسارته بشجاعة.
في 5 سبتمبر 1939، عندما أصبح من الواضح استحالة إيقاف بولندا للغزو الألماني المستمر، تلقى القسم الألماني لمكتب التعمية أوامر بتدمير قسم من الملفات وإجلاء الموظفين الأساسيين.